# Percy Pilcher

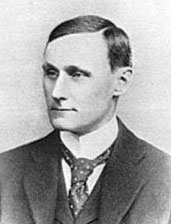
Percy Pilcher

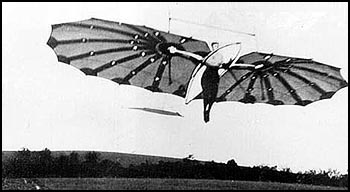
Der Gleiter „The Hawk“, an einem Seil in die Luft gezogen

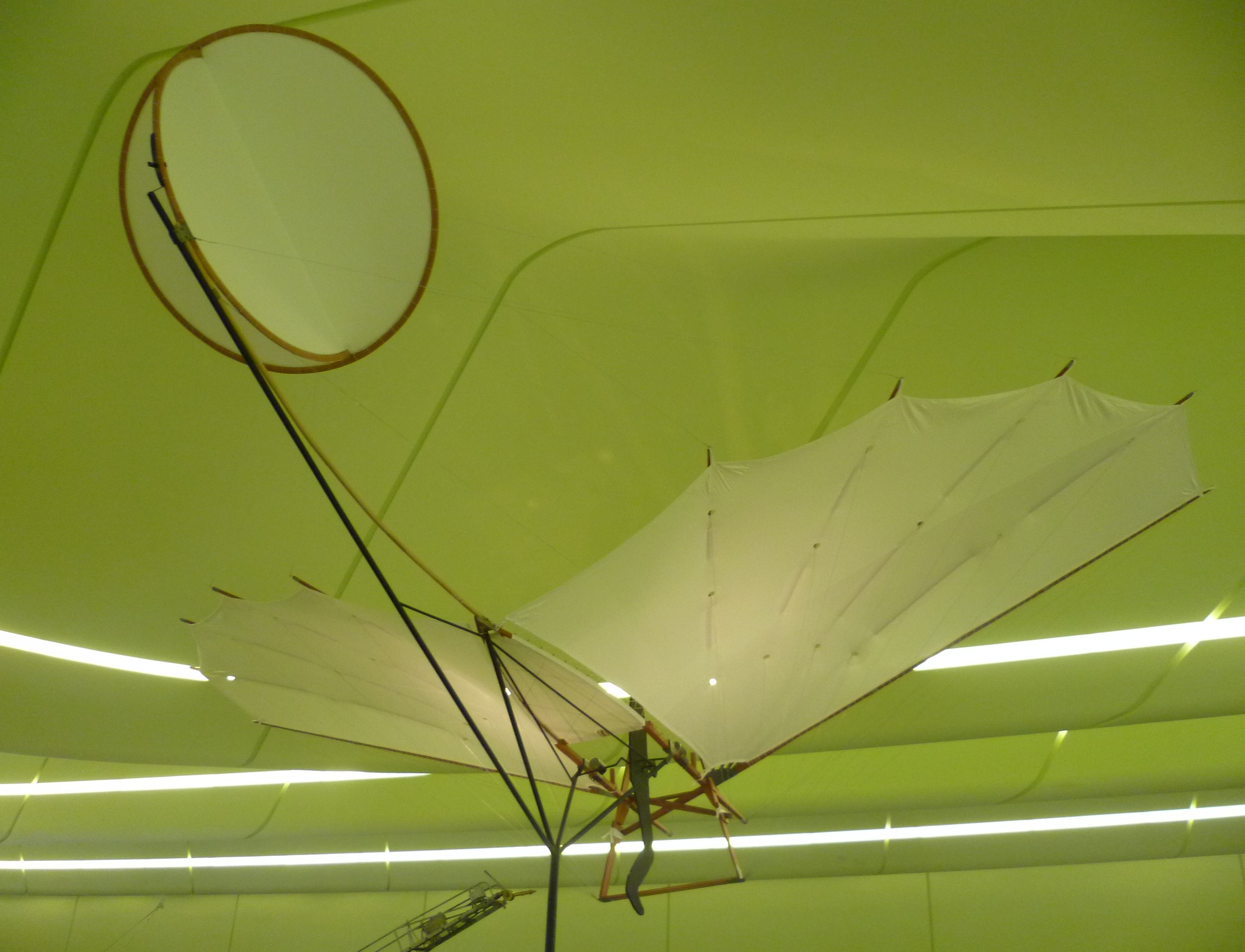
Ein Nachbau des Gleiters „The Bat“

Percy Sinclair Pilcher (* 16. Januar 1866 in Bath; † 2. Oktober 1899 in Stanford Hall, Harborough District, Vereinigtes Königreich) war ein britischer Erfinder und ein Pionier der Luftfahrt, der es noch vor den Brüdern Wright hätte schaffen können, den ersten motorisierten Flug zu absolvieren.

## Leben
Pilcher war der Sohn des ehemaligen Kurators des Britischen Museums Thomas Webb Pilcher und dessen zweiter Ehefrau Sophia Robinson. Als 1874 der Vater starb, ließ sich die Witwe zusammen mit ihren Kindern bei Verwandten in Celle (Deutschland) nieder. Als die Mutter dort 1877 starb, ging der älteste Bruder Thomas Percy Pilcher mit seinen Geschwistern zurück nach England.
Nach einer eher kurzen Schulzeit meldete Pilcher sich 1880 freiwillig als Kadett bei der Royal Navy. Bereits 1887 verließ er die Marine, um in Glasgow in einer Werft zu arbeiten.
1899 baute Pilcher seinen The Hawk genannten Gleitflieger, den er nach Vorlagen und Studien seines Mentors Otto Lilienthal konstruierte. Auf dem Gelände des Stately Manor Stanford Hall in Leicestershire England absolvierte sein Gleiter erfolgreich den ersten Flug. Von diesem Erfolg bestärkt, plante Pilcher, auf der Basis seines Hawk-Gleiters ein motorisiertes Fluggerät zu konstruieren. Da er nicht über genug finanzielle Mittel verfügte, um einen geeigneten Motor zu bauen, versuchte er kapitalkräftige Sponsoren für seinen Traum zu interessieren. Dies tat er, indem er weitere öffentliche Flugdemonstrationen mit der Hawk unternahm.
Bei einer dieser Vorführungen stürzte er am 30. September 1899 bei Stanford Hall (Harborough District) mit seiner Hawk ab. Sehr schwer verletzt, erlangte er nicht mehr das Bewusstsein und starb zwei Tage später am 2. Oktober 1899 in Stanford Hall. Seine letzte Ruhestätte fand er auf dem Brompton-Friedhof in London.
Seine Pläne und sein Name gerieten über die Jahre in Vergessenheit. Nur eine kleine Gruppe von Enthusiasten hielt an seinen Ideen fest und sammelte alles, was mit Pilcher zu tun hatte, darunter auch bislang unveröffentlichte Notizen und Pläne Pilchers. In diesen hatte er beschrieben, wie eine Flügelkonstruktion aussehen müsste, um sein Fluggerät mitsamt Motor und Piloten in die Lüfte zu erheben. Durch die Korrespondenz mit Octave Chanute, einem anderen Pionier der Luftfahrt, kam er darauf, dass dies nur möglich wäre, wenn er oberhalb der bereits vorhandenen Flügel ein weiteres Paar Flügel anbringen würde. Dadurch würde seiner Berechnungen nach genügend Auftrieb erzeugt werden, um den Flugapparat samt Piloten und Motor in die Lüfte zu heben. Dieses Konzept ist mittlerweile schon lange als Doppeldecker oder Mehrdecker verwirklicht worden. Sein Konzept beschrieb einen Dreidecker, der deutlich mehr Auftrieb erzeugen würde, ohne wesentlich mehr Gewicht zu verursachen.
Eine kürzlich veröffentlichte Studie der School of Aeronautics der Cranfield Universität belegte, dass die Pläne Pilchers mehr oder weniger funktionstüchtig waren. Da er diese bereits vor der Wende zum 20. Jahrhundert erstellt hatte, sind sich viele Spezialisten einig, dass es Pilcher durchaus hätte gelingen können, noch vor den Brüdern Wright den ersten motorisierten Flug der Welt durchzuführen.
Ihm zu Ehren ist der Pilcher Peak benannt, ein Berg in der Antarktis.